# Kočapar Branislavljević
Kočapar Branislavljević (srbsko Кочапар, latinizirano: Kočapar) je bil v letih 1102 in 1203 nekaj časa kralj Duklje pod vrhovno oblastjo velikega kneza Raške Vukana. 
Bil je sin dukljanskega kneza Branislava. Po smrti dukljanskega kralja Konstantina Bodina leta 1101 je dukljanski prestol nasledil njegov polbrat Dobroslav II. Kočopar, nekoč odstranjeni Bodinov prvi bratranec, je odpotoval iz Drača v Raško in sklenil zavezništvo z Vukanom. Njuno zavezništvo se je izkazalo za vredno pri njunem uspešnem vdoru v Dukljo leta 1102. Sledila je bitka pri Morači, ki je privedla do strmoglavljenja Dobroslava II. in kronanja Kočaparja na dukljanskega kralja. Dobroslav II. je bil izgnan v Raško in pred tem izropal velik del Dalmacije. Duklja je postala Vukanov fevd  na čelu s Kočaparjem. Zavezništo se je kmalu zatem razdrlo. Vukan je poslal v Dukljo manjšo vojsko in Kočapar je pobegnil v Bosno in nato v Zahumje, kjer je umrl.